# 謝菲爾德站
錫菲站（英語：Sheffield station，曾被稱為錫菲米德蘭站）是位於英國英格蘭南約克郡錫菲的主要火車站，也是該郡最繁忙的火車站。此外，本站亦是繼列斯站後約克郡-亨伯地區第二繁忙的火車站。錫菲超級電車的錫菲站 / 錫菲哈勒姆大學站位於本站東側。在2017-18年度，本站是英國第43繁忙的火車站，也是大倫敦以外第15繁忙的火車站。

## 歷史

### 背景
英國國會曾於 1834 年和 1835 年收到修建錫菲和洛達咸鐵路的法案，但該法案屢次未獲通過。1836 年英國國會會議上，修建連接列斯和打比的北米德蘭鐵路項目被呈交至國會。由於錫菲位於明顯的窪地、當時的機車牽引功率亦較低，因此北米德蘭鐵路的工程師喬治·史蒂芬森（George Stephenson）為免該鐵路的坡度陡峭，反對該鐵路途經錫菲。因此，他規劃的路線繞過錫菲，取道洛達咸。史蒂芬森的方案最初在錫菲並不受歡迎，當地利益集團原本表示反對，但最終接受了他推薦的主幹線，並認為恢復錫菲和洛達咸鐵路的建造方案是合適的。1838年，錫菲和洛達咸鐵路通車，位於錫菲市中心北端、錫菲市中心首個火車站威克爾（Wicker）站，亦於同年10月31日隨該鐵路通車而啟用。北米德蘭鐵路則於1840年通車。
錫菲和洛達咸鐵路公司和北米德蘭鐵路公司（兩者均為修建及營運同名鐵路的公司）於1845年合併為米德蘭鐵路公司。當時列車需要從錫菲先向東北前往洛達咸，然後才能往南前往打比及倫敦等地，因此米德蘭鐵路決定修建一條由錫菲向南直達車士打菲特的新鐵路線。同時，由於威克爾站太過狹小，鐵路公司決定在新鐵路、錫菲市中心東側興建新車站。

### 車站啟用
新車站建築由米德蘭鐵路公司的建築師約翰霍洛威桑德斯（John Holloway Sanders）設計。新鐵路和米德蘭站的興建過程曾產生一些爭議和反對。擁有米德蘭站附近土地的諾福克公爵就曾經要求該站南端的路軌以隧道覆蓋。錫菲市議會由於擔心市中心與城市東側被鐵路隔絕，因此堅持要於該站的車站範圍保留公共通道。 該站於1870年2月1日隨著錫菲直達車士打菲特的鐵路（現已成為米德蘭主線的一部分）通車而啟用。 這是錫菲市中心啟用的第五個也是最後一個火車站，開通時稱錫菲米德蘭站。米德蘭站取代了威克爾站的客運功能後，威克爾站就轉型為純貨運站，直至1965年被關閉為止。
| 車站相片                   | 火車站名                         | 原屬公司                           | 啟用日期       | 關閉日期                                     | 備註 |
| -------------------------- | -------------------------------- | ---------------------------------- | -------------- | -------------------------------------------- | --- |
| 威克爾站位於拱橋後方       | 威克爾（Wicker）                 | 錫菲和洛達咸鐵路                   | 1838年10月31日 | 1870年2月1日（客運）、1965年7月12日（貨運）  | 該站建築及相關路軌已被拆卸，車站舊址現為特易購分店                                                                      |
| 2009年時的車站舊址         | 橋屋（Bridgehouses）             | 錫菲、阿什頓安德萊恩和曼徹斯特鐵路 | 1845年         | 1851年9月15日（客運）、1965年10月2日（貨運） | 維多利亞站啟用後，該站結束客運業務，並改為貨運站。該站站房已被拆卸                                                      |
| 1971年時、已停止客運的車站 | 維多利亞（Victoria）             | 錫菲、阿什頓安德萊恩和曼徹斯特鐵路 | 1851年9月15日  | 1970年1月5日                                 | 因比欽大斧而關閉，該站的客運業務全數轉移至本站。普通載客列車於 1981 年 6 月 17 日最後一次臨時使用該站。該站站房已被拆卸 |
|                            | 阿特克利夫路（Attercliffe Road） | 米德蘭鐵路                         | 1870年2月1日   | 1995年                                       | 因客量低迷而關閉 |
| 車站月台                   | 米德蘭（即本站）                 | 米德蘭鐵路                         | 1870年2月1日   | 保存至今                                     | |

### 車站擴展及改動

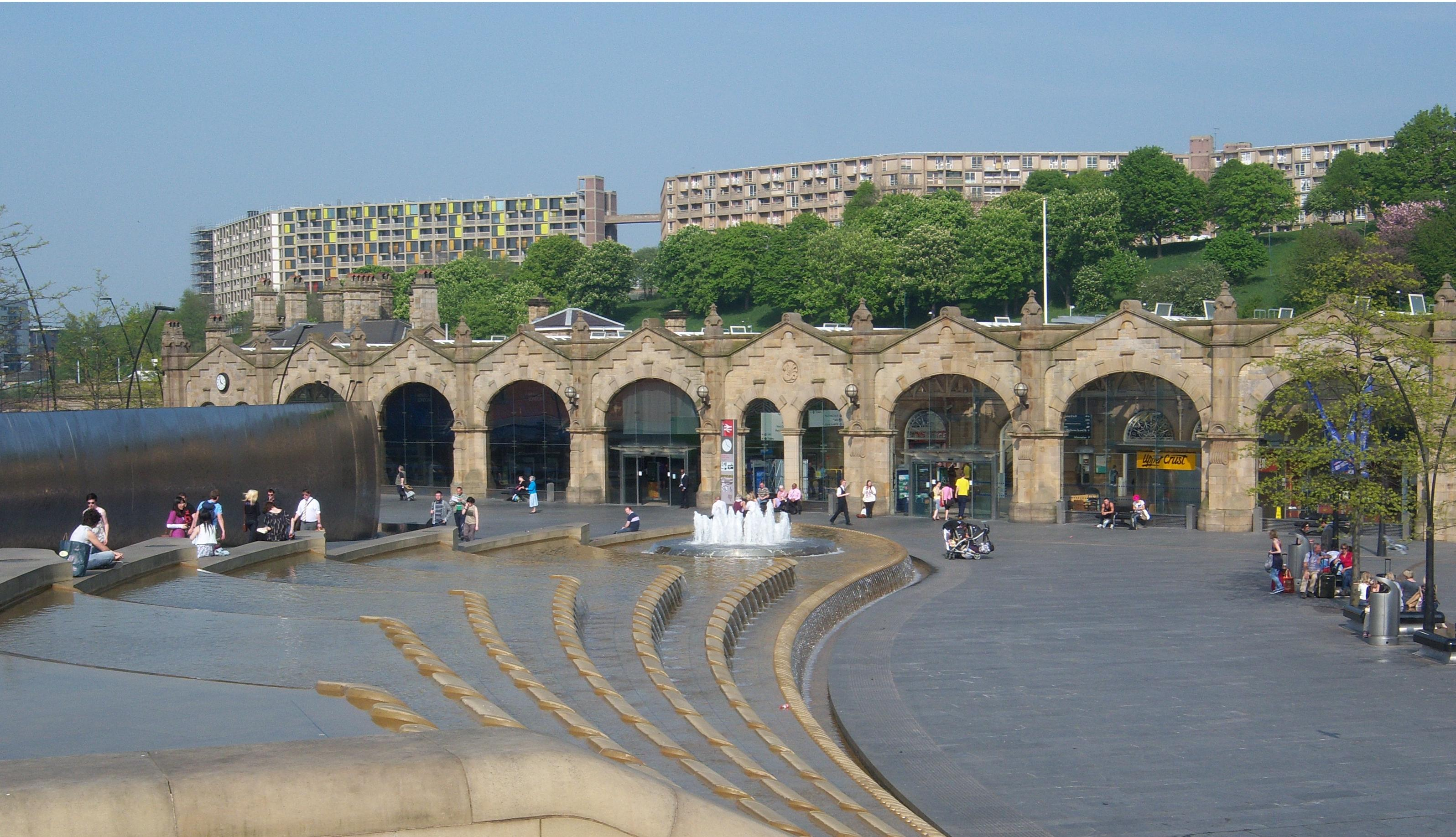
於1905年加建的石造立面

1905年，本站增設了兩座月台（原有1號月台改造成島式月台，並興建了新的1號月台），並建設了新的車站建築立面和一個新出口。整項車站擴展工程耗資21.5萬英鎊（相當於2021年時的2.456千萬英鎊）。上述工程由米德蘭鐵路首席建築師查爾斯·特魯布肖（Charles Trubshaw）監督。
本站辦公室建在91米（300英尺）長的車道北端屋頂。主樓南側設有一座大型包裹辦公室。兩座行人天橋連接月台，北側供乘客使用，南側供車站工作人員及包裹使用。軌道被兩座整體式屋頂覆蓋。較舊且較大的屋頂橫跨5號和6號月台，如今在巴芙綠園（Green Park）火車站仍可見到相同的結構；其他屋頂則橫跨1號和2號月台。二戰時期的破壞已使屋頂修復不具經濟效益；因此，它們於1956年秋季被拆除，並由低矮的遮陽篷取代。

### 英國鐵路時代的變遷
1960年代，本站引入了由英國鐵路45及46型柴油機車牽引的列車服務。
1960 年代中期，英國鐵路致力將錫菲維多利亞站（錫菲的另一個主要火車站）剩餘的本地列車和特快列車服務集中至本站。從 1965 年 10 月 4 日起，大多數列車從該站改道至本站，時刻表增加了 2 至 4 分鐘。只有經伍德黑德（Woodhead）線開往曼徹斯特的列車、往哈里奇國際港的列車以及開往伯恩茅斯、約克和斯溫頓的列車服務仍使用該站。1966年9月後，該站僅剩每小時一班經伍德黑德線前往曼徹斯特的列車、以及每日一班前往哈里奇國際港的列車停靠。
1965年，第二份比欽報告建議整合錫菲至曼徹斯特的鐵路服務，該報告原本建議關閉合谷（Hope Valley）線，改以伍德黑德線完全負責來往錫菲至曼徹斯特的鐵路服務。然而，經過多次當地爭論，英國鐵路公司最終選擇保留合谷線，該線速度較慢且非電氣化，但服務更多社區。 1967年，英國鐵路公司宣布計劃取消伍德黑德線的客運服務。在公眾的強烈抗議下，一項歷時兩年才完成的調查啟動。最終，調查支持了英國鐵路公司的計劃，並於1970年1月5日取消伍德黑德線的客運服務。最後一列開往錫菲維多利亞站的列車（一列火車愛好者專列）於當日凌晨00:44抵達，從那時起，維多利亞站就關閉了。錫菲至曼徹斯特的鐵路服務自此改為全數經過合谷線，並以本站為總站。
| 途經的鐵路線 | 於錫菲使用的車站 | 當時是否已電氣化?    | 沿途服務鄉鎮 |
| ------------ | ---------------- | -------------------- | ------------ |
| 伍德黑德線   | 維多利亞站       | 已於1955年全線電氣化 | 較少         |
| 合谷線       | 本站             | 非電氣化             | 較多         |

1972年，本站翻新號誌系統，軌道佈局也進行了改造。1973 年 1 月 20 日至 22 日，為了在本站調試新的電力信號箱，本站完全關閉，維多利亞站則短暫重新開放。1981 年 6 月 17 日，普通付費乘客最後一次使用維多利亞站，當時由於轉轍器故障，哈特斯菲至本站的客運服務改為在該站終止。
錫菲維多利亞站和倫敦國王十字車站之間的普爾曼列車服務，包括早上和晚上的刀匠大師（Master Cutler）號，現在從本站經雷特福德（Retford）運行到東海岸主線。這是該列車使用的第三條路線；最初它曾經運行到倫敦馬里波恩站。 
1977 年，英國國會的國有工業特別委員會建議考慮電氣化更多英國鐵路路線。到 1979 年，英國鐵路公司提出了一系列方案，其中包括於 2000 年以前完成米德蘭主線倫敦到約克郡的電氣化工程。 1983 年，該線倫敦沼澤門至百福段已經實現電氣化，但繼續電氣化至諾定咸和本站的提議並未實施。
1984年，英國鐵路公司在米德蘭主線上引入高速列車，提供來往倫敦和錫菲的列車服務。 1982年，橫貫國家路線也引進了高速列車。 1991年12月21日，本站被流經車站下方的謝夫河（River Sheaf）淹沒。 一根來自謝夫河的圓木被放在5號月台上，以紀念了這起事件。
1991年，錫菲超級電車建設工程展開。1994年後期，本站得以連接至超級電車網絡。

### 鄰近車站停運及關閉
1962年錫菲大風暴期間，一列從倫敦開往本站的特快列車在本站以南的希利（Heeley）站險些撞上被風暴吹到鐵軌上的碎石，差點釀成事故；希利車站本身也遭受了損壞，但從未完全修復，該站於1968年6月10日與其以南的米爾豪斯及埃克爾索爾（Millhouses & Eccleshall）火車站同時關閉，所有月台建築都被拆除。
阿特克利夫路（Attercliffe Road）站為本站以北、往洛達咸方向的下一站。20世紀後半葉，錫菲鋼鐵業的衰退導致客流量逐漸減少，位於工業區的阿特克利夫路站的需求也逐漸減少。到了1980年代，由於本站以北的進出站軌道出現交通瓶頸，只有早晚尖峰時段的部分列車會停靠該站，以免加劇該段軌道的容量問題。到了1990年代初，隨著列車班次變少導致該站的客流量驟降，關閉該站變得合情合理，加上線路容量限制，該站於1995年正式關閉。

### 廿一世紀

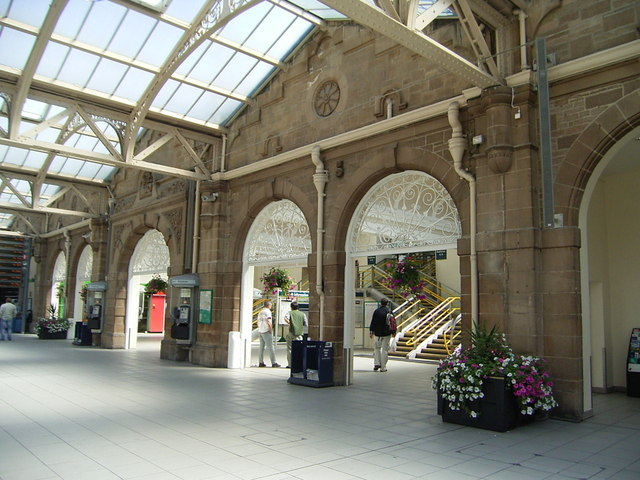
車站大堂的石拱門及鐵架屋頂

2002年，當時本站列車服務的主要營運商米德蘭主線為本站展開大型改造工程。本站的石造立面被噴砂，拱門下方則裝設玻璃窗，以改善車站內外的視野。 此外，本站月台表面得到改善。工程中，本站亦增設了連接車站大堂和超級電車站（位於本站後方）的行人天橋。
2009年12月，本站1B號月台旁邊開設了一間酒吧。
2010年10月，東米德蘭列車公司撥款1千萬英鎊以改善其服務的車站。本站的候車室、洗手間設施得到翻新，保安系統亦得到提升。
2011年，米德蘭主線電氣化區間延伸至科比和諾定咸的工程展開。由於成本上升，電氣化區間最初於2017年縮短至凱特靈。但2021年，電氣化工程開始延伸至馬基特哈伯勒，並進一步延伸至溫格斯頓，並計畫進一步延伸至本站。凱特靈至溫格斯頓段於2024年7月28日通電，並於2025年4月完成測試。
2022年5月，在米德蘭主線電氣化專案招標邀請之前，一份給予承包商的簡報公布，該專案旨在將米德蘭主線的電氣化區間延伸至諾定咸和本站。該項目預計耗資13億英鎊。然而，2025 年 7 月，英國交通部無限期擱置了米德蘭主線進一步電氣化的計畫。

#### 車站天橋爭議
2008年，東米德蘭茲列車公司透露，它打算通過安裝檢票閘口，將本站部分區域限制為只供持票人士進入，以防止乘客無票乘車。這一提議遭到居民和市議會成員的廣泛反對，因為站內的人行天橋將不准非持票人士進入，切斷接通車站後方（諾福克公園住宅區和超級電車站）和前方（車站旅客中心、公共汽車站、市中心和錫菲哈勒姆大學市中心校區）的通道。2009年5月6日，東米德蘭茲列車實施其提案，使用臨時閘口和檢票員禁止非持票人進入人行天橋，當地居民和超級電車的乘客被迫使用更長、繞過車站範圍的步行路線。
2009年11月，東米德蘭茲列車被錫菲市議會拒絕了檢票閘口的規劃許可， 但在2010年2月宣布將再次申請。 交通大臣阿多尼斯勳爵於2010年4月宣布，在第二座橋落成以維護非持票人的通道之前，既有的人行天橋不會安裝任何障礙物。
從2010年9月起，東米德蘭茲列車使用穿制服的工作人員來阻止當地居民使用人行天橋。 與此同時，錫菲市議會探討了為這座橋確立公共通行權的可能性，以解決此事。2010年底，據報導，時任副總理、錫菲哈勒姆的議員尼克·克萊格可能會介入以解決僵局。
2012年3月，時任運輸大臣賈斯汀·葛林寧表示將提供300萬英鎊建造一座新的人行天橋來解決爭議。
截至2019年，進入車站或使用行人天橋毋需預先購買車票，行人天橋可以通往東面的錫菲站電車站。

## 車站設施
車站主入口面向謝夫廣場（Sheaf Square），是主廳和車站大部分設施的所在地。售票處、售票機、詢問處和一些零售店都位於此處，此外還有公共衛生間和自動櫃員機等設施。島式月台上和車站另一側的超級電車站入口大廳還設有其他商店和設施。島式月台上設有候車室，東米德蘭茲鐵路（East Midlands Railway）公司的一等車廂休息室位於車站大樓內的5號月台。
車站主樓旁設有可容納678個車位的停車場（Q Park），主樓內還設有供藍色徽章持有者使用的預留停車區。車站大樓外、殘障人士專用停車場旁邊還設有計程車站（錫菲計程車集團）。 1a 和 3a 月台提供自行車存放處。整個車站，包括月台、大廳和超級電車站，均方便殘疾乘客通行。

## 月台
本站的月台分配主要如下：
- 1、2號月台 - 

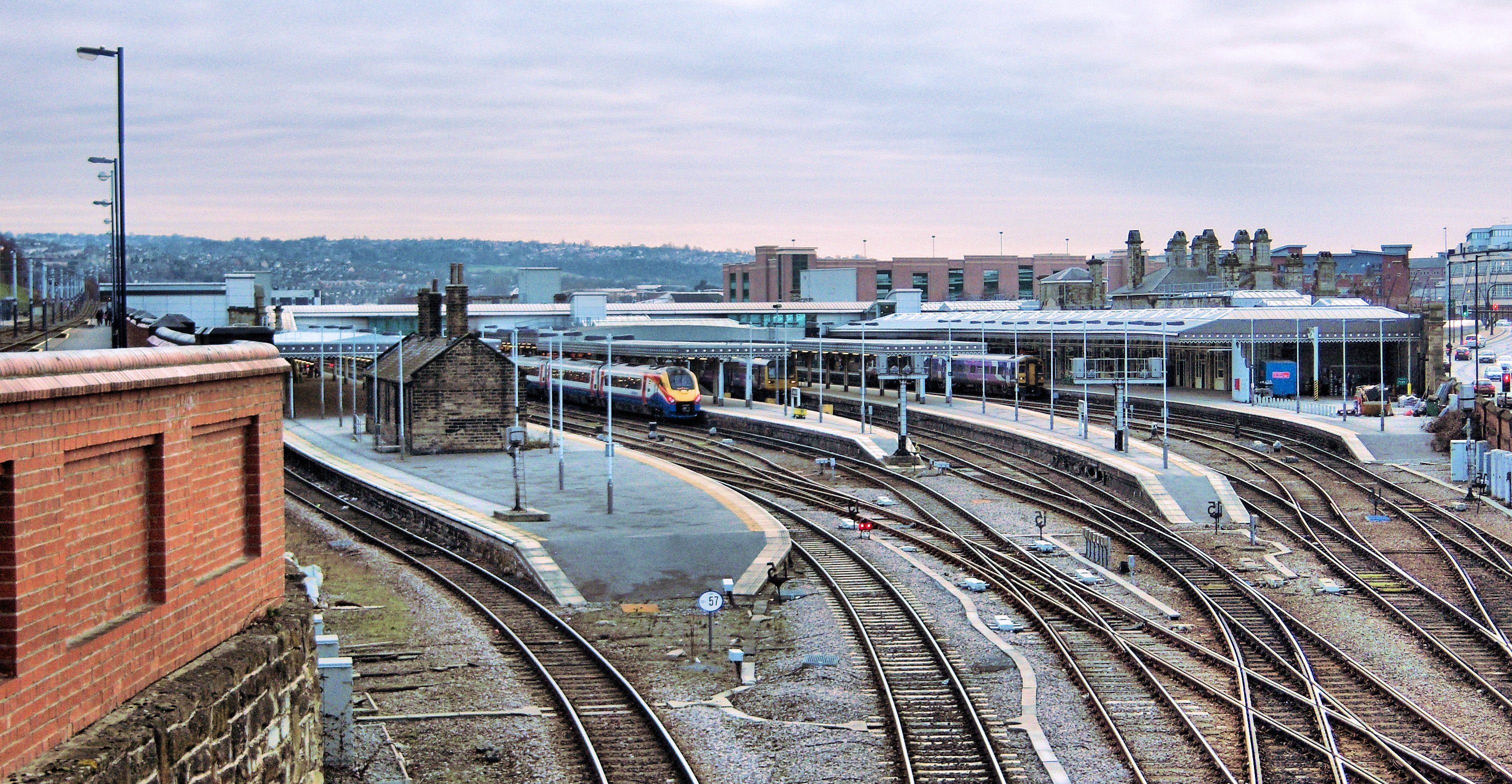
車站全景：超級電車站月台位於相片左方，錫菲市中心位於右方

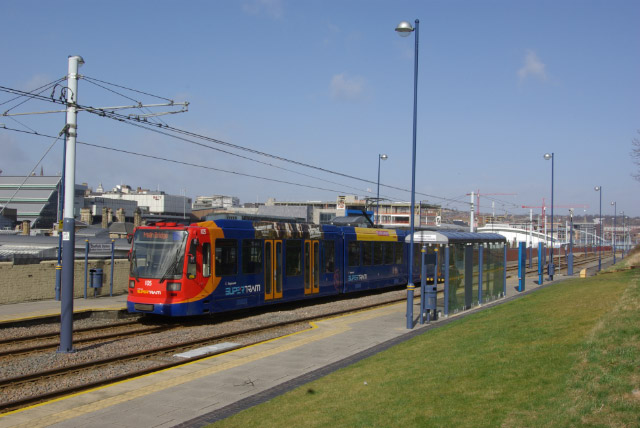
錫菲站的電車站月台

  - 北方列車：往哈特斯菲（經巴恩斯利和佩尼斯通）
  - 北方列車：往列斯，經巴恩斯利（快車）
  - 奔寧特快：往克里索普斯
  - 縱貫鐵路：往紐卡素和蘇格蘭
- 2C號月台 - 
  - 北方列車：往曼徹斯特皮卡迪利（各站停車）
- 3、4號月台 - 前往列斯、林肯、阿德威克和斯卡布羅/布里德靈頓/侯城的區間列車
- 5號月台 - 東米德蘭茲列車（往倫敦、諾維奇和諾定咸）、縱貫鐵路（往伯明翰、雷丁和普利茅斯）
- 6號月台 - 縱貫鐵路（往伯明翰、雷丁和普利茅夫）、北方列車（往諾定咸，經阿爾弗雷頓）、奔寧特快（往曼徹斯特皮卡迪利）
- 7號月台 - 東米德蘭茲列車（往諾維奇和利物浦）、北方列車（往曼徹斯特皮卡迪利，各站停車）
- 8號月台 - 東米德蘭茲列車（往曼徹斯特和利物浦 / 往倫敦）、北方列車（往諾定咸）

錫菲超級電車站的月台則位於8號月台東側上方的一道堤上。

## 列車服務
由於米德蘭主線在溫格斯頓以北的路段、以及錫菲-林肯線均未電氣化，因此本站並沒有電聯車服務。
本站於離峰時段的列車班次如下：

### 東米德蘭茲鐵路[35]
以下為平日離峰時段的班次：
- 每小時2班 往倫敦聖潘克拉斯，途經車士打菲特、打比和萊斯特 （其中一班停靠拉夫堡）（三班優等列車：刀匠大師號、錫菲歐陸號及南約克郡人號均使用同一路線）
- 每小時1班 往諾維奇，途經諾定咸、格蘭瑟姆、彼得堡和伊利
- 每小時1班 往利物浦萊姆街，途經史托港、曼徹斯特皮卡迪利和窩寧頓中央

### 縱貫鐵路[36]
以下為平日離峰時段的班次：
- 每小時1班 往愛丁堡威瓦利，途經列斯和紐卡素。部分列車繼續開往格拉斯哥中央、鄧迪或阿伯丁。
- 每小時1班 往普利茅夫，途經打比、伯明翰新街、碧仙桃聖殿草地和雅息特聖戴維斯，部分列車延伸至彭贊斯。
- 每日4班 往紐卡素，途經唐卡士打、約克、達靈頓和杜倫（其中一班北行列車以約克為終點站）
- 每日4班 往雷丁，途經打比、伯明翰新街和牛津。

### 奔寧特快[37]
以下為平日及週六、日離峰時段的班次：
- 每小時 1 班 往利物浦萊姆街，途經曼徹斯特皮卡迪利。
- 每小時 1 班 往克利索普斯，途經唐卡士打、斯肯索普和甘士比。

### 北方列車[38]
以下為平日及週六離峰時段的班次：
- 每小時 1 班 往曼徹斯特皮卡迪利，途經合谷線。
- 每小時 2 班 往列斯，中途只停靠美度賀（Meadowhall）、巴恩斯利和域菲教堂路站（快速）。
- 每小時 1 班 往列斯，途經巴恩斯利、域菲教堂路和卡斯爾福德（各站停車）。
- 每小時 1 班 往列斯，途經 Moorthorpe 和域菲西路。
- 每小時 1 班 往諾定咸，途經車士打菲特。
- 每小時 1 班 往斯卡布羅，途經唐卡士打、侯城百麗宮和布里德靈頓。
- 每小時 1 班 往林肯，途經沃克索普和雷特福德。
- 每小時 1 班 往哈特斯菲，途經美度賀、巴恩斯利和佩尼斯通（Penistone）
- 每小時 2 班 往唐卡士打，途經美度賀和洛達咸，其中1班列車會繼續前往阿德威克（Adwick）。
- 每日 3 班 往約克，途經 Moorthorpe 和 Sherburn-in-Elmet。

## 錫菲超級電車站
錫菲超級電車的錫菲站 / 錫菲哈勒姆大學站與本站可直接轉乘。該電車站提供藍線及紫線的電車服務，其中藍線串連錫菲西北部、市中心和東南郊；紫線則連接市中心和南郊。該站建在原先為格蘭維爾街（Granville Street）的圍牆路堤之上。該路堤在改建為超級電車線路後，格蘭維爾街被降級為電車線旁的公共行人通道。該電車站也服務錫菲哈勒姆大學城市校區和火車站上方的公園山（Park Hill）社區。
該電車站於 1994 年 8 月 22 日開放，最初有三個月台 - 兩個位於北行（開往市中心）軌道，曾於紫線服務延伸至市中心的座堂站之前作為該線的終點站。電車站通過一個簡單的樓梯連接到本站的 6 號月台。
為配合21世紀初本站其他部分的翻新工程，電車站於2002年在原有月台以南約150米（500英尺）處重置。除兩個新月台外，還在8號月台上方、本站行人天橋的盡頭建造了一個售票大廳，將電車站與本站的行人天橋及其他部分直接連接起來。